# Mesec borbe protiv raka dojke
U nastojanju da se na globalnom nivou podigne svest o raku dojke, oktobar je proglašen ružičastim mesecom i već decenijama se obeležava kao Pink oktobar. Tokom ovog meseca ulažu se napori da se ljudi u zemljama širom sveta edukuju o ovoj bolesti i na koji način indentifikovati rane znake i simptome koji su povezani sa rakom dojke. Poznat i kao Mesec svesti o raku dojke, ovo je međunarodna zdravstvena kampanja koju svake godine organizuju dobrotvorne organizacije za rak dojke kako bi povećale svest o ovoj bolesti i prikupili sredstva za istraživanje uzroka, prevenciju, dijagnozu i lečenje.

## Istorija
Ovaj događaj je počeo kao Nacionalni mesec svesti o raku dojke (National Breast Cancer Awareness Mounth) u oktobru 1985. godine. Događaj je predstavljao partnerstvo između Američkog društva za borbu protiv raka (American Cancer Society) i farmaceutskog odeljenja Imperial Chemical Industriesa i promociju mamografa kao najefikasnije sredstvo za borbu protiv raka dojke. Bivša Prva dama Sjedinjenih Američkih Država, Beti Ford, je preživela rak dojke i pomogla da ova jednonedeljna inicijativa skrene više pažnje na ovu bolest. Sedam godina kasnije, prvi put je upotrebljena ružičasta traka kao simbol kampanje. 

#### Ružičasta traka
Poreklo ružičaste trake datira još pre meseca borbe protiv raka dojke. Prvobitna inspiracija za ovaj simbol se dogodila 1979. godine kad je supruga taoca u Iranu vezala žute trake oko drveća u svom dvorištu. To je učinila kao simbol njene želje da vidi svog muža kako se bezbedno vraća kući. Sledeća situacija se dogodila godinama kasnije kada su AIDS aktivisti nosili žute trake kao vojnici koji su se borili u Zalivskom ratu. Aktivisti su promenili boju u jarku crvenu i zapetljali je. Nakon toga, traka je iskorišćena i na dodeli Toni nagrada dao znak podrške obolelima od AIDS-a. Traka je tako postala sinonim za dobrotvorne aktivnosti, a čak je New York Times proglasio 1992. godinom trake (The Year of the Ribbon). 
Danas, prvo pomislimo na ružičastu boju kada razmišljamo o širenju svesti o raku dojke, ali ova boja zamalo nije izabrana. Davne 1992. godine, originalna boja je bila breskva. Početkom 1992. godine, tadašnja glavna urednica Self magazina, Aleksandra Peni, radila je na drugom godišnjem izdanju časopisa o Mesecu svesti o raku dojke. Izdanje iz 1991. je doživelo ogroman uspeh, a gost-urednik je tada bila Evelin Lauder (stariji korporativni potpredsednik u kompaniji Estee Lauder), koja je i sama preživela rak dojke. Peni je želela da novi broj još bolje prođe, i odlučila da Estee Lauder distribuira trake širom njihovih lokacija u Nju Jorku. Evelin Lauder se svidela ova ideja i obećala je da će distribuirati trake širom zemlje. 
Ipak, Šarlota Hejli je prva došla na ideju o kreiranju trake. Napravila je ručno rađene petlje u boji breskve u čast svoje majke, sestre i bake koje su se borile protiv raka dojke. Ona je delila setove od pet traka sa karticom na kojoj je pisalo da je godišnji budžet Nacionalnog instituta za rak iznosio 1,8 milijardi dolara, a da samo 5 odsto odlazi na prevenciju raka. ''Pomozite nam da probudimo naše zakonodavce i Ameriku noseći ovu traku'', takođe je stajalo na kartici. 
Ružičasta boja je postala povezana sa inicijativom koju su pokrenuli Self magazin i Estee Lauder. Od tada pa do danas, traka i ružičasta boja su dobile podršku sve većeg broja organizacija i postale opštepriznati simboli širenja svesti o raku dojke. Međutim, jedna od vodećih svetskih organizacija za rak dojke koristi ružičastu boju još od njihovog osnivanja 1982. godine. 

## Statistike
Rak dojke je drugi najčešći oblik raka u svetu, i broj jedan kod žena. U 2022. godini je zabeleženo 2.296.840 novih slučajeva raka dojke među ženama, a najviše u državama kao što su Kina, Sjedinjene Američke Države i Indija. Francuska je te godine imala najveću ukupnu stopu raka dojke. 

## Organizacije koje podržavaju Mesec borbe protiv raka dojke

#### Međunarodne organizacije
- American Cancer Society (ACS) - ova organizacija pruža edukativne resurse i podršku za obolele od raka dojke i organizuje događaje tokom Pink Oktobra.
- Susan G. Komen Foundation - posvećena je istraživanju, obrazovanju i podršci za obolele od raka dojke.

#### Lokalne organizacije
- Breast Cancer Now (Velika Britanija) - ova organizacija pruža informacije, podršku i istraživačke fondove.
- Australian Breast Cancer Network (Australija) - nudi resurse i podršku za obolele u Australiji.
- Žena uz ženu (Srbija) - kroz kampanje, javne događaje i saradnju sa zdravstvenim institucijama, nastoji da poveća svest o važnosti ranog otkrivanja raka dojke, kao i da pruži praktičnu i emocionalnu podršku obolelim ženama.

#### Javne ličnosti i ambasadori:
- Beti Ford - bivša Prva dama SAD-a, koja je preživela rak dojke, igrala je ključnu ulogu u promovisanju svesti o bolesti.
- Anđelina Džoli - glumica i aktivistkinja koja je otvoreno govorila o svojoj prevenciji raka dojke.

#### Zdravstveni radnici i institucije
Farmaceutska komora Srbije - organizuje i učestvuje u različitim događanjima i aktivnostima koje imaju za cilj obrazovanje javnosti o važnosti prevencije i ranog otkrivanja raka dojke.